# Joris van Retersbeek

Wapen
van Schaesberg-Retersbeek

Joris van Retersbeek (ca. 1418-na 1493) was de zoon van Leonard van Retersbeck (ca. 1400-1461).
Joris was de kleinzoon van Gerhard (Gerken) van Retersbeek-Kaldeborn, in 1381 heer te Kaldeborn, en van Ida van Schaesberg.
In de Hoeve Retersbeek is Joris de opvolger. Hoeve Retersbeeck, ook wel  't Huuske, Huiskenshof en Huize Retersbeek genoemd, is een omgracht herenhuis, met een U-vormige kasteelhoeve in het gehucht Retersbeek bij Klimmen.
Hij trouwde met Cecilia III Hoen van Spaubeek (ca. 1425-) de dochter van Daniël I Hoen en Johanna van Merwede. Zij erfde de heerlijkheid Gerdingen van haar moeder en werd daardoor zij het kortstondig vrouwe van Gerdingen. Door huwelijk werd Joris heer van Gerdingen.
In 1493 ontstond er een onenigheid met zijn zwager Jan II van Werst over de heerlijkheid Gerdingen. Aan de schout en schepenen werd een oordeel gevraagd. Joris verklaarde dat hij in 1469 uit de nalatenschap van zijn schoonmoeder, Joanna van der Merwede, een aandeel verkregen had in de heerlijkheid Gerdingen en dat hij dat aandeel voor 2000 rijksgulden verkocht had aan Jan van Werst. Voorts verklaarde hij dat Jan hem uit deze transactie nog achthonderd rijksgulden schuldig was. Ulrick, Jans zoon, gaf ten antwoord dat Joris hiervoor een jaarrente gekregen had van twaalf vaten rogge. Het oordeel werd in het voordeel van Jan II van Werst gegeven.

Familiewapen van Retersbeek
Familiewapen van Schaesberg
Familiewapen van Hoensbroeck
Familiewapen van Merwede